# Shawn Drover
Shawn Drover (Montréal, 5 maggio 1966) è un batterista e chitarrista canadese, noto per essere stato membro del gruppo musicale thrash metal Megadeth dal 2005 al 2014.

## Biografia
Ha iniziato a suonare la batteria a 13 anni, e poco più tardi formò gli Eidolon.
Nel 2005, egli ed il fratello, il chitarrista Glen Drover, sono entrati a far parte dei Megadeth. Il fratello tuttavia abbandonò il gruppo il 14 gennaio 2008 a favore di Chris Broderick, quest'ultimo raccomandato al frontman Dave Mustaine proprio dai fratelli Drover.
Oltre alla batteria, Shawn è anche un buon chitarrista. Il 3 aprile 2005, durante il Blackmail the Universe Tour a Kawasaki (Giappone), i Megadeth hanno suonato Paranoid dei Black Sabbath con Shawn alla chitarra e Glen alla batteria, mentre il 3 settembre dello stesso anno, in occasione del Gigantour, ha suonato la terza chitarra con il fratello Glen e con Mustaine, lasciando il posto di batterista a Mike Portnoy (Dream Theater), in aggiunta il bassista James Lo Menzo. I cinque musicisti suonarono Peace Sells e Shawn fece anche un assolo.
Il 25 novembre 2014 ha comunicato la sua dipartita dai Megadeth, spiegando di volersi concentrare sui propri interessi musicali. Il 26 febbraio 2015 il batterista ha annunciato, insieme all'ex-chitarrista dei Megadeth Chris Broderick, la fondazione del supergruppo Act of Defiance. In un'intervista concessa a Classic Rock nel luglio 2015, il batterista ha rivelato che il gruppo è stato formato appena dopo la sua dipartita e quella di Broderick dai Megadeth.

## Discografia

### Con gli Eidolon
- 1996 – Zero Hour
- 1997 – Seven Spirits
- 2000 – Nightmare World
- 2001 – Hallowed Apparition
- 2002 – Coma Nation
- 2003 – Apostles of Defiance
- 2006 – The Parallel Otherworld

### Con i Megadeth
- 2006 – Arsenal of Megadeth (video)
- 2007 – That One Night: Live in Buenos Aires (live)
- 2007 – United Abominations
- 2009 – Endgame
- 2010 – Rust in Peace Live (live)
- 2010 – The Big 4: Live from Sofia, Bulgaria (live)
- 2011 – Thirteen
- 2013 – Super Collider
- 2013 – Countdown to Extinction: Live (live)

### Con i Act of Defiance
- 2015 – Birth and the Burial